# Rosebush (Oregon)
Rosebush az Amerikai Egyesült Államok északnyugati részén, Oregon állam Sherman megyéjében elhelyezkedő kísértetváros.